# Konrad Beikircher

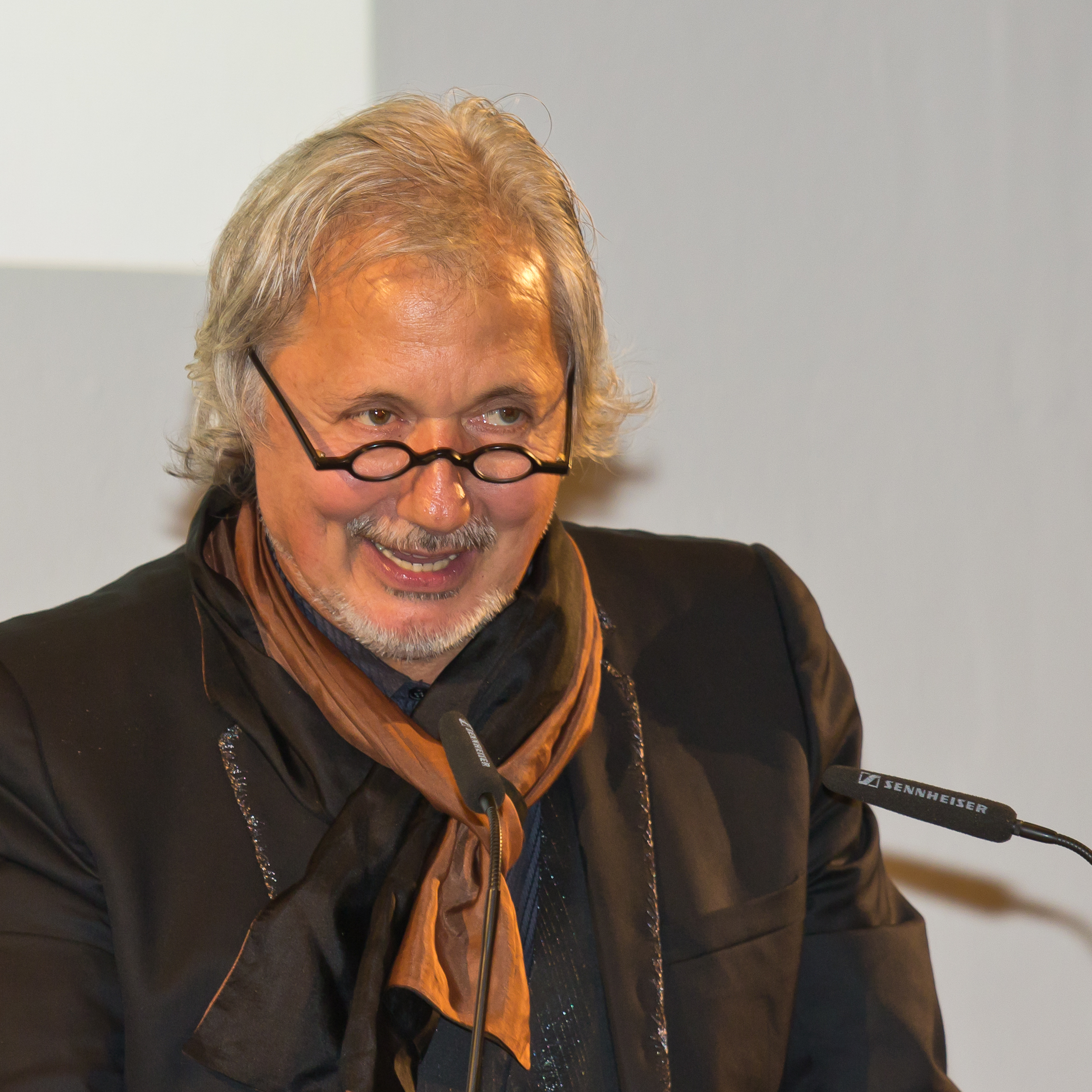
Konrad Beikircher (2011)

Konrad Johann Aloysia Beikircher (* 22. Dezember 1945 in Bruneck, Südtirol) ist ein deutscher Kabarettist, Musiker und Autor, dessen Wirken sich vor allem der rheinischen Wesensart und dem rheinischen Regiolekt widmet.

## Leben
Konrad Beikircher wurde 1945 in Südtirol als jüngster Sohn von Adolf Beikircher, Leiter des städtischen Elektrizitätswerks in Bruneck, und Flora von Ingram zu Liebenrain, Fragsburg und Graben geboren. Sein ältester Bruder ist der Opernsänger Ivo Ingram Beikircher; ein weiterer Bruder ist der Altphilologe Hugo Beikircher. Der Dirigent Lukas Beikircher ist sein Neffe.
1964 ging er zum Studium der Psychologie und Journalistik nach Wien. 1965 wechselte er an die Universität Bonn, wo er Psychologie, Musikwissenschaften und Philosophie belegte. Nach seinem Abschluss als Dipl.-Psych. war er ab 1971 als Gefängnispsychologe in der JVA Siegburg tätig; vor einer anstehenden Beförderung im Jahr 1986 quittierte er den Dienst und arbeitet seitdem als freiberuflicher Kabarettist.
Nach dem Tod seiner ersten Frau im Jahr 1981 heiratete er erneut. Von seiner zweiten Frau trennte er sich 1986. Seit 1989 ist er mit der Künstlerin Anne Siering-Beikircher verheiratet. Aus der zweiten Ehe hat er zwei und aus der dritten Ehe drei Kinder.  Er lebt in Bad Godesberg-Schweinheim.

## Werk
In seinen Kabarettprogrammen widmet Beikircher sich vor allem der Sprache und dem Wesen des Rheinländers. Mit seinen Konzertführern Andante Spumante und Scherzo Furioso sowie den Opernführern Palazzo Bajazzo, Bohème Suprême und Pasticcio Capriccio wagte Beikircher sich auf ein Terrain, das in Deutschland außer ihm eigentlich nur noch Eckhard Henscheid beherrscht, – die Kunst, dem Hörer/Leser musikalische Werke auf humorvolle Weise nahezubringen. Dies zeigte er auch 2006 mit seinem Programm Una festa sui prati, in dem er Lieder von Adriano Celentano (darunter das titelgebende Una festa sui prati) interpretierte und auf Deutsch kommentierte. Beikircher moderiert das Pasticcio musicale der SWR2-Musikstunde.

## Ehrungen
Für seine Verdienste um die Mundart oder den Regiolekt und den Erhalt des Dialektes oder des Regiolektes wurde Beikircher mehrfach ausgezeichnet, unter anderem 1988 mit der Morenhovener Lupe, 1993 mit dem Rheinlandtaler und 2002 mit dem Friedestrompreis. 2005 erhielt Beikircher sowohl den mit 30.000 Euro dotierten Großen Kulturpreis der Sparkassen-Kulturstiftung Rheinland als auch die Krefelder Krähe. Im September 2006 erhielt er den KölnLiteraturPreis. In der Begründung der Jury hieß es: „Mit hoher Einfühlung in die Gedankenwelt, Mentalität und Sprache des Rheinländers und ganz speziell des ‚Kölnischen Menschen‘ hat er sein Wesen beobachtet und analysiert. Seine Aussagen trägt er mit Witz und psychologischem Geschick so klar und einsichtig vor, dass immer wieder überraschende Effekte zu Tage treten.“ 2012 wurde ihm das Bundesverdienstkreuz 1. Klasse verliehen.

## Diskografie
Rheinische Trilogie (jeweils Doppel-CDs):
1. Himmel un Ääd – Rheinisch beim Wort genommen (Eichborn, 1991)
2. Wie isset? … Jot! – Neues zwischen Himmel un Ääd (Eichborn Verlag, Neuauflage 1997)
3. Wo Sie jrad sagen: Beikircher (Indigo, 1993)
4. Nee … Nee …  Nee (Roof Music, 2001) 1995
5. Normal! (Roof/Tache (Indigo), 2004) 1999
6. Ja sicher! – Rheinisch überleben dank Konrad Beikircher (Roof Music, 2001)
7. … und sonst?! (Roof Music, 2002)
8. neues und altes zwischen Himmel un Ääd (Roof Music, 2005)
9. Die rheinische Neunte – 2007 (2007)
10. Am schönsten isset, wenn et schön is! (Roof Music, 2009)
11. Schön ist es auch anderswo (Roof Music, 2011)

Beikircher erzählt:
- Trullo, Caracho und Lila (MC, Patmos, 1993)
- Feiertagsgeschichten (CD, Bouvier, 1995)
- Wie Bücher?! Live! (CD, Bouvier, 1997)
- Ovids »Liebeskunst« (CD, Bouvier, 1997)
- Peter und der Wolf / Karneval der Tiere (CD, Capriccio, 1998)
- Raymond Queneau: Stilübungen – 43 Stilformen (CD, Patmos, 2000)
- Josef Lada: Kater Mikesch – Geschichten vom Kater, der sprechen konnte (CD, Patmos, 2000)
- Die Lieblingsgedichte der Deutschen I – 48 Gedichte (CD, Patmos, 2000)
- Kaffeehausgeschichten – serviert von Konrad Beikircher (CD, Patmos, 2000)
- Der Ohrenzeuge von Elias Canetti mit Elke Heidenreich (CD, Kein & Aber Records, 2001)
- Loreley und Schinderhannes – Lieder und Gedichte vom Rhein (CD, Patmos, 2001)
- Loreley und Schinderhannes – Lieder und Gedichte vom Rhein (Buch, Patmos, 2001)
- Weißt du eigentlich, wie lieb ich dich hab? (CD, Patmos, 2003)
- Konrad Beikircher liest »Pinocchio« von Carlo Collodi (CD-Box, Roof Music tacheles!, 2004)
- Konrad Beikircher liest »Don Camillo und Peppone« von Giovanni Guareschi (CD-Box, Roof Music tacheles!, 2005)
- Yvonne Plum: Sagen und Geschichten aus Köln (CD, J. P. Bachem Verlag, 2009)
- Steven Jan van Geuns: Tagebuch einer Reise mit Alexander von Humboldt (CD, Roof Music, 2011)
- Als Strohhalme noch aus Stroh waren: Eine Kindheit in Südtirol (CD, Roof Music, 2012)

Sonstige Veröffentlichungen:
- Konrad Beikircher singt H. C. Artmann med ana schwoazzn dintn (LP, edition liberales zentrum, Köln, 1980)
- Sarens, Frau Walterscheidt …! (Eichborn, 1989) erstes Kabarett-Album
- Notti (CD, EMI, 1991)
- Notti (Buch, Bouvier, 1992)
- Pizza Colonia, Film (kleine Nebenrolle)
- „Guten Tag, Herr Bach“ (Doppel-CD, EMI Classic, 1993)
- „Guten Tag, Herr Beethoven“ (Doppel-CD, EMI Classic, 1993)
- … und singt ein Lied dabei (Doppel-CD, Eichborn, 1994)
- Konrads Küchen-Kabarett (Buch, Bouvier, 1994)
- Konrads Kalorien-Kabarett (Buch, Bouvier, 1995)
- 360° (CD, Bouvier, 1996)
- Notti 2 (Doppel-CD, Bouvier, 1997)
- Konrad Beikircher singt H. C. Artmann (Doppel-CD, Indigo, 2000)
- Et kütt wie et kütt. Das rheinische Grundgesetz (Buch, Kiepenheuer & Witsch, 2001); enthält u. a. Das Kölsche Grundgesetz
- Andante Spumante. Der Beikircher, ein Konzertführer (Buch, Kiepenheuer & Witsch, 2001)
- Andante Spumante. Ein Konzertführer (CD-Box, Roof Music tacheles!, 2002)
- Mussorgski: Bilder einer Ausstellung – mit Lars Vogt (CD, EMI Classic, 2002)
- Ciao Ciao Bambina. Italienische Lieder (CD, Indigo, 2002)
- Der große Beikircher. Ein Konzertführer (Buch, Kiepenheuer & Witsch, 2003)
- Printen & Lebkuchen. Das Kochbuch (Buch, Kiepenheuer & Witsch, 2003)
- Und? Schmecket?! Eine kulinarische Reise durch das Rheinland mit Rezepten von Anne Beikircher (Buch, Kiepenheuer & Witsch, 2003)
- Scherzo furioso. Der neue Konzertführer (Buch, Kiepenheuer & Witsch, 2003)
- Scherzo furioso. Der neue Konzertführer (CD-Box, Roof Music tacheles!, 2003)
- Palazzo Bajazzo. Ein Opernführer (Buch, Kiepenheuer & Witsch, 2004)
- Palazzo Bajazzo. Ein Opernführer (CD-Box, Roof Music tacheles!, 2004)
- Celentano. Una festa sui prati (CD, Roof Music, 2005)
- Himmel un Ääd (DVD, Roof Music tacheles!, 2006)
- Bohème supreme – Der neue Opernführer (Buch, Kiepenheuer & Witsch, 2007)
- Wer weiß, wofür et jot es (Buch, Kiepenheuer & Witsch, 2009)
- Als Strohhalme noch aus Stroh waren: Eine Kindheit in Südtirol (Autobiografie, Kiepenheuer & Witsch, 2012)
- Bin völlig meiner Meinung! (Roof Music, 2015)
- Die original rheinische Alpenküche. Rezepte und Anekdoten aus meinen beiden Heimaten (Buch, Becker Joest Volk Verlag, 2015)
- Pasticcio Capriccio. Der allerneueste Opernführer (Buch, Kiepenheuer & Witsch, 2017)

## Hörspiele
- 2014: Anton Rey: Rollkoffer-Rhapsodie – Regie: Claude Pierre Salmony (Hörspiel – SRF)

## Biografien
- Konrad Johann Aloysia Beikircher – Fast ein Selbstportrait – Ein Dokumentarfilm von Klaus Michael Heinz (WDR Fernsehen, 26. Dezember 2010)
- Der rheinische Zauberer – Konrad Beikircher zum 75. Eine Hommage von Michael Lohse (WDR 5, 20. Dezember 2020)
- Ein Sommer mit Konrad Beikircher – Ein Dokumentarfilm von Henning Kopp (SWR Fernsehen, 18. Februar 2024)